# Katsuda Tetsu
Katsuda Tetsu (japanisch 勝田 哲, eigentlich Katsuda Tetsuzō (勝田 哲三); geb. 8. Juli 1896 in Kioto; gest. 17. November 1980) war ein japanischer Maler der Nihonga-Richtung  der Taishō- und Shōwa-Zeit.

## Leben und Werk
Katsuda Tetsu wollte zunächst Maler im „westlichen Stil“ (Yōga) werden und schrieb sich in der entsprechenden Abteilung der Kunsthochschule Tōkyō (東京美術学校, Tōkyō bijutsu gakkō) ein. Dann brachte er sich selbst das Malen im „japanischen Stil“ (Nihonga) bei. Unmittelbar nach seinem Abschluss 1920 ging er in Kyōto an die „Städtischen Hochschule für Malerei“ (京都市立絵画専門学校, Kyōto shiritsu kaiga semmon gakkō), um sich im Nihonga-Stil  weiter zu bilden. Dort machte er 1925 seinen Abschluss, setzte aber seine Studien weiter fort, die er dann 1930 abschloss. In dieser Zeit fertigte er Kopien an im Byōdō-in in Uji und auch im Hōkai-ji in Hino.
Ab 1925 schloss sich Katsuda der Sanae-Gruppe (早苗会) von Yamamoto Shunkyo an. 1926 wurde sein Bild der Geisha „お夏“ (Onatsu) auf der 7. Teiten-Ausstellung angenommen. Auch auf den folgenden Teiten konnte er seine Bilder zeigen. Sein 1929 gezeigtes Bild „天草四郎“ (Amakusa Shirō) und das Bild „征旅 （ジャンヌ・ダルク）“ (Seiryo (Jeanne d’Arc)) von 1931 erhielten eine besondere Auszeichnung. Auf der „Ausstellung japanische Malerei“ 1931 in Berlin war Katsuda mit dem Bild „Junge Tänzerin“ vertreten.
Ab 1932 konnte Katsuda juryfrei ausstellen. Von dieser Zeit an zeigten seine Bilder sich stärker gefühlsbetont, wobei häufig geschichtliche Ereignisse seine Themen waren. Ab 1936 lehrte er an der „Städtischen Schule für Kunst und Kunstgewerbe Kyōto“ (京都市立美術工芸学校, Kyōto shiritsu kōgei gakkō) und stellte auf der Shin-Bunten aus. Nach dem Krieg war er an der Städtischen Oberschule Hiyoshigaoka (京都市立日吉ヶ丘高校) tätig. Er stellte auf der Nitten aus und wurde 1961 dort Mitglied. In seiner späten Phase malte Katsuda vornehmlich Genre-Bilder mit gegenwartsbezogenen Frauendarstellungen.